# KBO 리그 홈런 관련 기록
- 개인
  - 한국 프로 야구 개인 통산 최다 홈런
  - 한국 프로 야구 100홈런 선수
  - 한국 프로 야구 포지션 별 홈런 관련 기록

- 팀